# Volo Pennsylvania Central Airlines 410
Il volo Pennsylvania Central Airlines 410 era un volo di linea da Chicago, Illinois, a Norfolk, Virginia, con scali intermedi a Cleveland, Pittsburgh e Washington. Il 13 giugno 1947, l'aereo impiegato nel volo, un Douglas DC-4, si schiantò contro Lookout Rock sui Monti Blue Ridge della Virginia Occidentale, mentre era in rotta verso Washington. Tutti i 50 passeggeri e l'equipaggio a bordo morirono in quello che fu all'epoca il secondo peggior incidente aereo nella storia dei viaggi aerei regionali negli Stati Uniti.

## L'incidente
Il volo 410 della Pennsylvania Central Airlines partì da Chicago alle 13:52 per Norfolk con scali programmati a Cleveland, Pittsburgh e Washington. L'aereo incontrò un temporale sulla tratta da Chicago a Cleveland; la tratta da Cleveland a Pittsburgh si svolse senza incidenti. Circa 30 minuti dopo il decollo da Pittsburgh, l'aereo fu informato di ritardi del traffico aereo e di condizioni meteorologiche in fase di peggioramento durante l'avvicinamento a Washington. Il volo 410 richiese una rotta di avvicinamento alternativa che richiedeva una discesa da 7.000 piedi a 2.500 piedi. Il pilota comunicò via radio la propria posizione a incrementi di 1.000 piedi, da 7.000 (alle 18:05) a 3.000 piedi (alle 18:13). Non ci furono ulteriori contatti radio.
Il volo 410 “ha colpito una cresta nelle Blue Ridge Mountains a circa due miglia a est del fiume Shenandoah sul bordo destro del ramo nord-occidentale della gamma radio di Arcola ad un’altezza di circa 1.425 piedi”.
Il Martinsburg Journal riportò il giorno dopo che "le autorità locali erano state allertate perché l'ultima parola dall'aereo era stata il suo rapporto di routine a Washington, secondo cui era passato appena a sud di Martinsburg a un'altitudine di 5.000 piedi con Washington a soli 20 minuti di volo di distanza". Il giornale riportò che il relitto era stato scoperto da James Franklin, di Washington, un funzionario addetto alla manutenzione della Pennsylvania Central Airlines, "da un aereo charter che aveva volato lì e simulato quella che sarebbe stata una normale pratica di volo per la compagnia aerea".

## Le indagini

### Manutenzione
Non vi erano indicazioni di problemi meccanici e non vi erano precedenti reclami da parte dei piloti. Cinque ore prima dell'incidente, era stata eseguita un'ispezione di inversione di rotta senza problemi a Chicago.

### Altitudine
Il volo 410 ha richiesto e ottenuto l'approvazione per un avvicinamento alternativo (via aerea) a Washington DC. La rotta specifica approvata (via aerea 61 rossa) era stata approvata solo di recente dalla Civil Aeronautics Administration (CAA) per la Pennsylvania Central Airlines (PCA), ma non era stata stabilita alcuna quota minima. Inoltre, la PCA non aveva ancora stabilito una quota minima.

### Causa più probabile
L'indagine ha concluso che il pilota aveva commesso un errore scendendo al di sotto della quota minima per la quale il volo aveva ricevuto l'autorizzazione senza adeguati riferimenti a terra. Inoltre, è stata attribuita una colpa concorrente al controllo del traffico aereo e all'inviato della PCA per aver fornito un'autorizzazione inappropriata.

### Azioni correttive
L'8 ottobre 1947, il CAB stabilì altitudini minime di rotta e di avvicinamento che erano uniformi per tutte le compagnie aeree statunitensi. Il 10 ottobre 1947, il CAB richiese l'installazione di "indicatori di avviso assoluto del terreno" su tutti gli aerei di linea delle compagnie aeree.